# Niphanda asialis
Niphanda asialis är en fjärilsart som beskrevs av De Nicéville 1895. Niphanda asialis ingår i släktet Niphanda och familjen juvelvingar. Inga underarter finns listade i Catalogue of Life.

## Bildgalleri

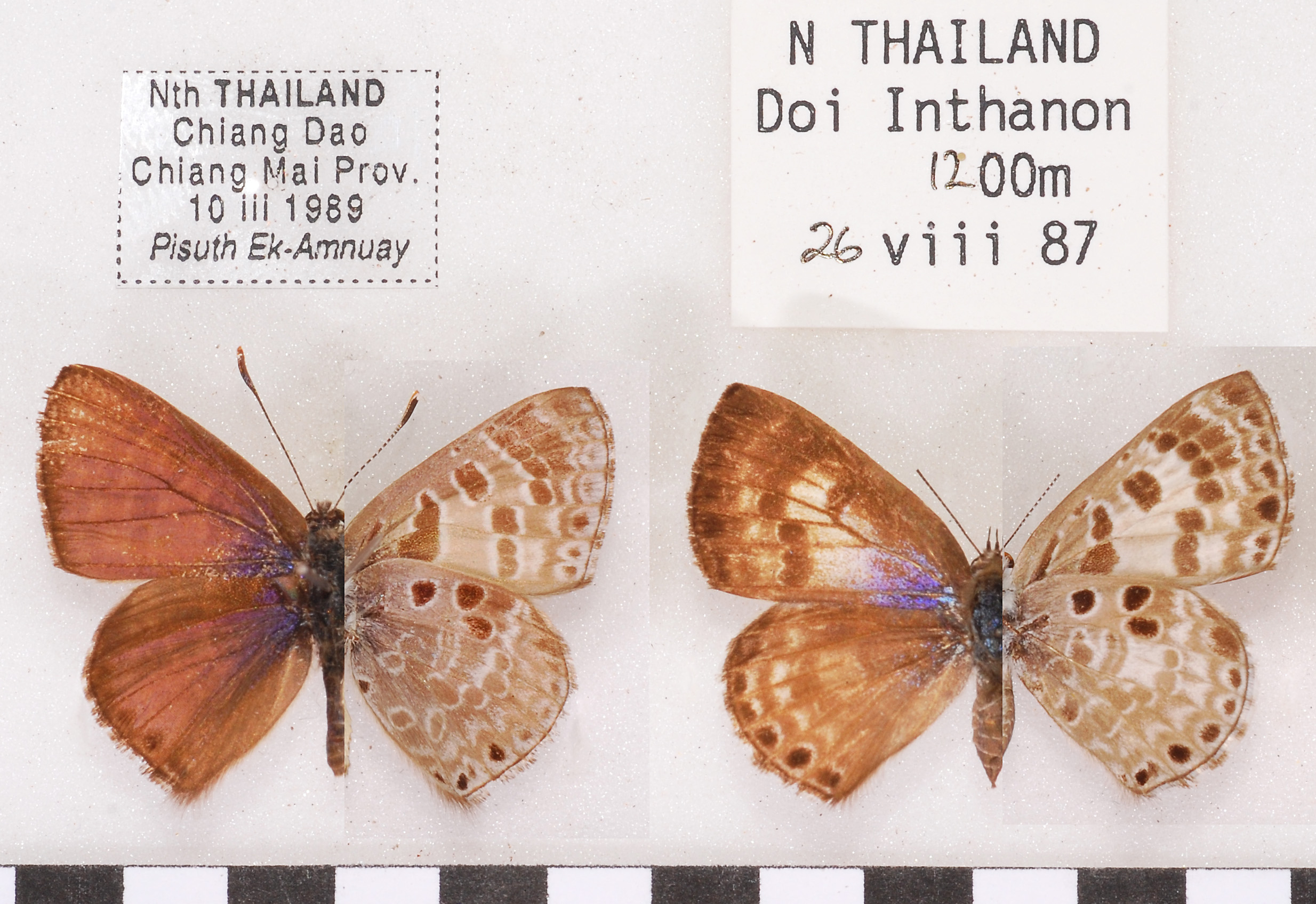